# نوکیا ایکس۳ لمسی
نوکیا اکس۳ لمسی یکی دیگر از گوشی‌های سری اکس است که دارای صفحه نمایش لمسی می‌باشد .همچنین این گوشی مجهز به دوربین 5 مگاپیکسلی و صفحه کلید (12 تایی) است.شما با این گوشی می توانید تایپ کنید و هم لمس کنید.نوکیا با تولید اکس لمسی و سی 3 لمسی قسد تولید کردن گوشی‌های لمسی با امکانات خوب و قیمت ارزان را داشت.همچنین در گوشی اکس3 لمسی تکنولوژی USB ON-THE-GO وجود دارد.(همان تکنولوژی که می توانید فلش مموری، هارد دیسک و کیبرد را به گوشی خود نصب نمایید که در ان8 و سی7 و سی01-6 و ای7 و اکس7 و ای6 هم مشاهده می‌شود).همچنین با اکس3 لمسی می توانید حافظه را تا 32 گیگابایت ارتقا دهید.عکاسی و فیلمبردای این گوشی مانند اکس 2 است.این گوشی به خاطر وزن و ضخامت کم و صفحه نمایش لمسی طرفداران بسیاری دارد.همچنین پخش موسیقی این گوشی عالیست و قیمت کمی دارد.